# Rosario Oeste (tiểu vùng)
Rosario Oeste là một tiểu vùng thuộc bang Mato Grosso, Brasil. Tiều vùng này có diện tích 10665 km², dân số năm 2007 là 31347 người.